# Alcimede
Alcimede (in greco antico: Ἀλκιμέδη?, Alkimèdē) è un personaggio della mitologia greca, figlia di Filaco e di Climene.
Alcimede era conosciuta anche con i nomi di Anfinome (in greco antico: Ἀμφινόμη?, Amphinòmē) o Polimela (in greco antico: Πολυμήλη?, Polymḕlē) o Perimeda.

## Mitologia
Alcimede secondo la leggenda fu la sposa di Esone e la madre di Giasone, colui che guidò gli argonauti alla conquista del vello d'oro.
Lei insieme al marito ed al secondo figlio Promaco fu rinchiusa da Pelia che aspirava al trono del regno legittimamente spettante ad Esone e suo figlio. Giasone tornò per liberare la sua famiglia ma il re con abili scuse lo inviò a recuperare il vello d'oro come condizione per la loro libertà. Subito il ragazzo organizzò una spedizione con gli argonauti. Alla fine il re non aspettò il ritorno degli argonauti fece condannare a morte Polimela e la sua famiglia. Anche se la donna decise di togliersi la vita da sola, dopo aver maledetto Pelia per aver ucciso suo figlio davanti ai propri occhi.

### Pareri secondari
Secondo altri mitografi Alcimede non era la madre bensì uno dei figli di Giasone scampato, sempre in questa versione, alla morte da parte di sua madre Medea e colei che uccise i suoi figli per vendicarsi del marito Giasone. 

Alcimede, insieme ai suoi fratelli rimasti in vita, venne uccisa dagli abitanti di Corinto, per vendicare Glauce e Creonte anch'essi morti per mano della madre.

### Fonti
- Pausania, Perigesi della Grecia, Libro II 3.6
- Pseudo-Apollodoro, Libro I -  9, 28
- Claudio Eliano, Storie varie V,21

### Moderna
- Robert Graves, I miti greci, Milano, Longanesi, ISBN 88-304-0923-5.
- Angela Cerinotti, Miti greci e di roma antica, Prato, Giunti, 2005, ISBN 88-09-04194-1.
- Anna Ferrari, Dizionario di mitologia, Litopres, UTET, 2006, ISBN 88-02-07481-X.